# 鷲見禎彦
鷲見 禎彦（すみ よしひこ、1930年〈昭和5年〉11月15日 - 2024年3月29日）は、日本の実業家。元日本原子力発電社長。

## 経歴
滋賀県出身。鷲見健康・菊枝の二男。1953年（昭和28年）京都大学工学部電気工学科を卒業し、関西電力に入社する。副支配人中央送変電建設事務所長、支配人北陸支社長、同福井原子力事務所長、取締役、常務、専務、副社長を経て、1999年（平成11年）日本原子力発電社長に転じた。2004年（平成16年）6月、同相談役となった。社長在任中は敦賀3、4号機の増設計画など、原子力発電開発の推進に取り組んだ。
2024年3月29日に老衰のため死去。93歳没。

## 栄典
勲章等
- 2019年（令和元年）5月21日 - 旭日重光章[2][4]

## 親族
- 兄 鷲見康夫（抽象画家）[1]
- 娘婿 井土光夫（長女明美夫、ミャンマー日本商工会議所会頭）[1][5]